# HD 73526 c
HD 73526 c ist ein Exoplanet, der den gelben Zwerg HD 73526 alle 376,879 Tage umkreist. Auf Grund seiner hohen Masse wird angenommen, dass es sich um einen Gasplaneten handelt.

## Entdeckung
Der Planet wurde  mit Hilfe der Radialgeschwindigkeitsmethode von C. G. Tinney et al. im Jahr 2006 entdeckt.

## Umlauf und Masse
Der Planet umkreist seinen Stern in einer Entfernung von ca. 1,04 Astronomischen Einheiten und hat eine Masse von ca. 718,5 Erdmassen bzw. 2,26 Jupitermassen.